# Операция «Трикора»
Операция «Трикора» — индонезийская военная операция, целью которой было захватить и аннексировать заморскую территорию Нидерландов в Новой Гвинее в 1961—1962 годах, в период территориального спора о принадлежности Западной Новой Гвинеи. 15 августа 1962 года, после переговоров, Нидерланды подписали Нью-Йоркское соглашение с Индонезией о передаче Западной Новой Гвинеи Организации Объединённых Наций.

## Предыстория
Индонезия в течение 1956-1962 в ООН требовала возвращения себе Западного Ириана.

## Ход сражения
СССР передал Индонезии подводные лодки. Индонезийцы планировали высадить десант на Западном побережье острова Папуа и в течение полугода взять весь бывшую Нидерландскую колонию "Западный Ириан". Лодки вышли в боевой поход. 9 августа 1962 года за 24 часа до намеченного времени неограниченной подводной войны поступил приказ о согласии Нидерландов на переговоры, 15 августа 1962 было подписано мирное соглашении, и о том что Западный Ириан переходит под контроль ООН.

## После битвы
Западная часть острова Папуа в 1962 году была воссоединена с Индонезией.